# Margherita Clementina d'Asburgo-Lorena
Margherita Clementina Maria d'Austria (in tedesco Margarethe Klementine Maria, Erzherzogin von Österreich; in ungherese: Habsburg–Toscanai Margit Klementina Mária főhercegnő; Alcsút, 6 luglio 1870 – Ratisbona, 2 maggio 1955) fu un membro del ramo ungherese degli Asburgo-Lorena e una arciduchessa d'Austria e principessa di Boemia, Ungheria, e Toscana per nascita. Attraverso il suo matrimonio con Alberto, VIII Principe di Thurn und Taxis Margherita Clementina fu anche membro del Casato dei Thurn und Taxis.

## Biografia

### Infanzia
Margherita Clementina era la terza figlia maggiore dell'arciduca Giuseppe Carlo d'Austria e di sua moglie la Principessa Clotilde di Sassonia-Coburgo-Gotha. Attraverso il padre Giuseppe Carlo, Margherita Clementina era la bisnipote di Leopoldo II d'Asburgo-Lorena. Attraverso sua madre, era la pronipote di Luigi Filippo d'Orléans, re dei Francesi.

### Matrimonio
Il 15 luglio del 1890, Margherita Clementina sposò a Budapest, Alberto, VIII Principe di Thurn und Taxis, figlio minore di Massimiliano Antonio Lamoral, Principe Ereditario di Thurn und Taxis e della Duchessa Elena in Baviera. Margherita Clementina ed Alberto ebbero otto figli.

### Morte
La principessa Margherita Clementina morì a Ratisbona il 2 maggio 1955.

## Discendenza
L'arciduchessa Margherita Clementina ed il principe Alberto I di Thurn und Taxis ebbero otto figli:
- Francesco Giuseppe, IX Principe di Thurn und Taxis (21 dicembre 1893 – 13 luglio 1971), sposò la Principessa Isabel Maria di Braganza, figlia di Miguel, Duca di Braganza
- Principe Giuseppe Alberto di Thurn und Taxis (4 novembre 1895 – 7 dicembre 1895)
- Carlo Augusto, X Principe di Thurn und Taxis (23 luglio 1898 – 26 aprile 1982), sposò la Principessa Maria Anna di Braganza, figlia di Miguel, Duca di Braganza
- Principe Luigi Filippo di Thurn und Taxis (2 febbraio 1901 – 22 aprile 1933), sposò la Principessa Elisabetta di Lussemburgo, figlia del Granduca Guglielmo IV di Lussemburgo
- Principe Max Emanuel di Thurn und Taxis (1º marzo 1902 – 3 ottobre 1994)
- Principessa Elisabetta Elena di Thurn und Taxis (15 dicembre 1903 – 22 ottobre 1976), sposò Federico Cristiano, Margravio di Meissen
- Principe Raffaele Ranieri di Thurn und Taxis (30 maggio 1906 – 8 giugno 1993), sposò la Principessa Margherita di Thurn und Taxis
- Principe Filippo Ernesto di Thurn und Taxis (7 maggio 1908 – 23 luglio 1964), sposò la Principessa Eulalia di Thurn und Taxis

## Titoli e trattamento
- 6 luglio 1870 – 15 luglio 1890: Sua Altezza Imperiale e Reale, l'arciduchessa e principessa Margherita Clementina d'Austria, principessa reale d'Ungheria, Boemia, e Toscana
- 15 luglio 1890 – 22 gennaio 1952: Sua Altezza Imperiale e Reale, la Principessa di Thurn und Taxis
- 22 gennaio 1952 – 2 maggio 1955: Sua Altezza Imperiale e Reale, la Principessa Madre di Thurn und Taxis

## Ascendenza
|                                              |                                        |                                              | Genitori                                   |  |  | Nonni |  |  | Bisnonni                     |  |  | Trisnonni             |  |
|                                              |                                        |                                              |                                            |  |  |       |  |  | Leopoldo II d'Asburgo-Lorena |  |  | Francesco I di Lorena |  |
|                                              |                                        |                                              |                                            |  |  |       |  |  | Leopoldo II d'Asburgo-Lorena |  |  | Francesco I di Lorena |  |
|                                              |                                        | Maria Teresa d'Austria                       |                                            |  |  |       |  |  | Leopoldo II d'Asburgo-Lorena |  |  |                       |  |
| Arciduca Giuseppe, Palatino d'Ungheria       |                                        |                                              |                                            |  |  |       |  |  | Leopoldo II d'Asburgo-Lorena |  |  |                       |  |
|                                              |                                        | Maria Luisa di Borbone-Spagna (1745-1792)    | Carlo III di Spagna                        |  |  |       |  |  |                              |  |  |                       |  |
|                                              |                                        | Maria Luisa di Borbone-Spagna (1745-1792)    | Carlo III di Spagna                        |  |  |       |  |  |                              |  |  |                       |  |
|                                              |                                        | Maria Luisa di Borbone-Spagna (1745-1792)    | Maria Amalia di Sassonia                   |  |  |       |  |  |                              |  |  |                       |  |
| Arciduca Giuseppe Carlo d'Austria            |                                        | Maria Luisa di Borbone-Spagna (1745-1792)    |                                            |  |  |       |  |  |                              |  |  |                       |  |
|                                              |                                        | Ludovico Federico Alessandro di Württemberg  | Federico II Eugenio di Württemberg         |  |  |       |  |  |                              |  |  |                       |  |
|                                              |                                        | Ludovico Federico Alessandro di Württemberg  | Federico II Eugenio di Württemberg         |  |  |       |  |  |                              |  |  |                       |  |
|                                              |                                        | Ludovico Federico Alessandro di Württemberg  | Federica Dorotea di Brandeburgo-Schwedt    |  |  |       |  |  |                              |  |  |                       |  |
| Maria Dorotea di Württemberg                 |                                        | Ludovico Federico Alessandro di Württemberg  |                                            |  |  |       |  |  |                              |  |  |                       |  |
|                                              |                                        | Enrichetta di Nassau-Weilburg                | Carlo Cristiano di Nassau-Weilburg         |  |  |       |  |  |                              |  |  |                       |  |
|                                              |                                        | Enrichetta di Nassau-Weilburg                | Carlo Cristiano di Nassau-Weilburg         |  |  |       |  |  |                              |  |  |                       |  |
|                                              |                                        | Enrichetta di Nassau-Weilburg                | Carolina d'Orange-Nassau                   |  |  |       |  |  |                              |  |  |                       |  |
| Arciduchessa Margherita Clementina d'Austria |                                        | Enrichetta di Nassau-Weilburg                |                                            |  |  |       |  |  |                              |  |  |                       |  |
|                                              | Ferdinando di Sassonia-Coburgo e Gotha | Francesco, Duca di Sassonia-Coburgo-Saalfeld |                                            |  |  |       |  |  |                              |  |  |                       |  |
|                                              | Ferdinando di Sassonia-Coburgo e Gotha | Francesco, Duca di Sassonia-Coburgo-Saalfeld |                                            |  |  |       |  |  |                              |  |  |                       |  |
|                                              | Ferdinando di Sassonia-Coburgo e Gotha | Augusta di Reuss-Ebersdorf                   |                                            |  |  |       |  |  |                              |  |  |                       |  |
| Augusto di Sassonia-Coburgo e Gotha          | Ferdinando di Sassonia-Coburgo e Gotha |                                              |                                            |  |  |       |  |  |                              |  |  |                       |  |
|                                              |                                        | Maria Antonia di Koháry                      | Ferencz József Koháry de Csábrág           |  |  |       |  |  |                              |  |  |                       |  |
|                                              |                                        | Maria Antonia di Koháry                      | Ferencz József Koháry de Csábrág           |  |  |       |  |  |                              |  |  |                       |  |
|                                              |                                        | Maria Antonia di Koháry                      | Maria Antonia di Waldstein-Wartenberg      |  |  |       |  |  |                              |  |  |                       |  |
| Clotilde di Sassonia-Coburgo e Gotha         |                                        | Maria Antonia di Koháry                      |                                            |  |  |       |  |  |                              |  |  |                       |  |
|                                              |                                        | Luigi Filippo d'Orleans, Re dei Francesi     | Luigi Filippo II, Duca d'Orléans           |  |  |       |  |  |                              |  |  |                       |  |
|                                              |                                        | Luigi Filippo d'Orleans, Re dei Francesi     | Luigi Filippo II, Duca d'Orléans           |  |  |       |  |  |                              |  |  |                       |  |
|                                              |                                        | Luigi Filippo d'Orleans, Re dei Francesi     | Luisa Maria Adelaide di Borbone-Penthièvre |  |  |       |  |  |                              |  |  |                       |  |
| Clementina d'Orléans                         |                                        | Luigi Filippo d'Orleans, Re dei Francesi     |                                            |  |  |       |  |  |                              |  |  |                       |  |
|                                              |                                        | Maria Amalia di Borbone-Due Sicilie          | Ferdinando I delle Due Sicilie             |  |  |       |  |  |                              |  |  |                       |  |
|                                              |                                        | Maria Amalia di Borbone-Due Sicilie          | Ferdinando I delle Due Sicilie             |  |  |       |  |  |                              |  |  |                       |  |
|                                              |                                        | Maria Amalia di Borbone-Due Sicilie          | Maria Carolina d'Asburgo-Lorena            |  |  |       |  |  |                              |  |  |                       |  |
|                                              |                                        | Maria Amalia di Borbone-Due Sicilie          |                                            |  |  |       |  |  |                              |  |  |                       |  |